# Daniel Goldin
Daniel Saul Goldin (né le 23 juillet 1940 à New York aux États-Unis) fut le neuvième administrateur de la NASA du 1er avril 1992 au 17 novembre 2001. Il a été nommé par le président George H. W. Bush et a servi sous trois présidents américains détenant par ailleurs le plus long mandat à ce poste.

## Carrière à TRW
Goldin obtient un baccalauréat scientifique en génie mécanique au City College of New York en 1962. Cette année-là il commence sa carrière au Glenn Research Center de la NASA situé à Cleveland dans l'Ohio et travaille sur les systèmes de propulsion électrique pour le voyage humain interplanétaire. Goldin quitte la NASA quelques années plus tard pour travailler au TRW situé à Redondo Beach en Californie. Goldin effectue une carrière de 25 ans chez TRW où il devient vice-président et directeur général, mène des projets sur la conception de satellites de communication, de technologies spatiales et d'instruments scientifiques.

## Administrateur de la NASA
Lorsque Goldin retourne à la NASA en tant qu'administrateur, il lance l'approche « plus rapide, mieux, moins cher » (« faster, better, cheaper ») afin de réduire les coûts tout en offrant une grande variété de programmes spatiaux. Cette approche fut critiquée à la suite de la perte de deux missions importantes vers Mars liée à la gestion du projet. Au cours de son administration, Goldin supervise des projets importants tels que la mission Mars Pathfinder, des missions de maintenance du télescope spatial Hubble et de la Station spatiale internationale. Goldin soutient dans un premier temps un projet lunaire habité à faible coût, mais à la suite de l'annonce en 1996 de la découverte d'une preuve d'activité biologique sur la météorite martienne ALH 84001, les centres d'intérêt convergent sur l'envoi de sondes spatiales vers Mars.

## Divers

Précédent logo de la NASA; Daniel Goldin le remplace en 1992 par l'actuel logo

En 1992, Goldin rétablit le logo bleu traditionnel de la NASA. Celui-ci avait été remplacé en 1975 par le logotype rouge surnommé « ver ». En 1997, Goldin lance avec succès une large campagne au sein de la NASA pour éradiquer le « ver ».
Goldin est élu en 2003 pour devenir président de l'université de Boston. En août 2003, le bureau d'investigation sur l'accident de Columbia publie un rapport sur les causes de l'accident survenu au mois de février. Le rapport mentionne : « Goldin n'a pas créé un ou deux changements de politique mais un torrent de changements. Ce n'était pas un changement dans le sens de l'évolution, mais un changement radical ou discontinu » et décrit son mandat comme « une agitation continue ». Sa présidence de l'université est finalement annulée la veille de sa prise de fonction.